# Discografia dei Bee Gees
Questa pagina contiene la discografia del gruppo musicale britannico dei Bee Gees.

## Album in studio
- 1965 - The Bee Gees Sing and Play 14 Barry Gibb Songs
- 1966 - Spicks and Specks
- 1967 - Bee Gees 1st
- 1968 - Horizontal
- 1968 - Idea
- 1969 - Odessa
- 1970 - Cucumber Castle
- 1970 - 2 Years On
- 1971 - Trafalgar
- 1972 - To Whom It May Concern
- 1973 - Life in a Tin Can
- 1974 - Mr. Natural
- 1975 - Main Course
- 1976 - Children of the World
- 1979 - Spirits Having Flown
- 1981 - Living Eyes
- 1987 - E.S.P.
- 1989 - One
- 1991 - High Civilization
- 1993 - Size Isn't Everything
- 1997 - Still Waters
- 2001 - This Is Where I Came In

## Album dal vivo
- 1977 - Here at Last... Bee Gees... Live
- 1998 - One Night Only

## Raccolte
- 1969 - Best of Bee Gees
- 1970 - Inception/Nostalgia
- 1973 - Best of Bee Gees, Volume 2
- 1976 - Bee Gees Gold
- 1979 - Greatest
- 1990 - Tales from the Brothers Gibb
- 1990 - The Very Best of the Bee Gees
- 2001 - Their Greatest Hits: The Record
- 2004 - Number Ones
- 2005 - Love Songs
- 2009 - The Ultimate Bee Gees
- 2010 - Mythology
- 2014 - The Warner Bros. Years 1987-1991
- 2015 - 1974-1979
- 2017 - Timeless: The All-Time Greatest Hits

## Singoli
- 1963 - The Battle of the Blue and the Grey
- 1963 - Timber!
- 1964 - Peace of Mind
- 1964 - Claustrophobia
- 1964 - Turn Around, Look at Me
- 1965 - Wine and Women
- 1965 - I Was a Lover, a Leader of Men
- 1966 - I Want Home
- 1966 - Monday's Rain
- 1966 - Spicks and Specks
- 1967 - Born a Man
- 1967 - New York Mining Disaster 1941
- 1967 - To Love Somebody
- 1967 - Holiday
- 1967 - Massachusetts
- 1967 - World
- 1968 - Words
- 1968 - Jumbo
- 1968 - I've Gotta Get a Message to You
- 1968 - I Started a Joke
- 1969 - First of May
- 1969 - Tomorrow Tomorrow
- 1969 - Don't Forget to Remember
- 1970 - Let There Be Love
- 1970 - If Only I Had My Mind on Something Else
- 1970 - I.O.I.O.
- 1970 - Lonely Days
- 1971 - Melody Fair
- 1971 - How Can You Mend a Broken Heart
- 1971 - When the Swallows Fly
- 1971 - In the Morning
- 1971 - Don't Wanna Live Inside Myself
- 1972 - My World
- 1972 - Israel
- 1972 - Run to Me
- 1972 - Sea of Smiling Faces
- 1972 - Alive
- 1973 - Saw a New Morning
- 1973 - Wouldn't I Be Someone
- 1974 - Mr. Natural
- 1974 - Throw a Penny
- 1974 - Charade
- 1975 - Jive Talkin'
- 1975 - Nights on Broadway
- 1976 - Fanny (Be Tender with My Lover)
- 1976 - You Should Be Dancing
- 1976 - Love So Right
- 1977 - Boogie Child
- 1977 - Children of the World
- 1977 - Edge of Universe (live)
- 1977 - How Deep Is Your Love
- 1977 - More Than a Woman
- 1977 - Stayin' Alive
- 1978 - Night Fever
- 1978 - Sgt. Pepper's Lonely Hearts Club Band/With a Little Help from My Friends
- 1978 - Too Much Heaven
- 1979 - Tragedy
- 1979 - Love You Inside Out
- 1979 - Spirits (Having Flown)
- 1981 - He's a Liar
- 1981 - Living Eyes
- 1983 - The Woman in You
- 1983 - Someone Belonging to Someone
- 1987 - You Win Again
- 1987 - E.S.P
- 1988 - Crazy for Your Love
- 1988 - Angela
- 1989 - Ordinary Lives
- 1989 - One
- 1990 - Bodyguard
- 1991 - Secret Love
- 1991 - When He's Gone
- 1991 - The Only Love
- 1991 - Happy Ever After
- 1993 - Paying the Price of Love
- 1993 - For Whom the Bell Tolls
- 1994 - How to Fall in Love, Part 1
- 1994 - Kiss of Life
- 1997 - Alone
- 1997 - I Could Not Love You More
- 1997 - Still Waters (Run Deep)
- 1998 - Immortality (con Céline Dion)
- 2001 - This Is Where I Came In

## Album video
- 1968 - Idea
- 1970 - Cucumber Castle
- 1978 - Sgt. Pepper's Lonely Hearts Club Band
- 1979 - The Bee Gees Special
- 1991 - One for All Tour
- 1998 - One Night Only
- 2009 - The Ultimate Bee Gees
- 2010 - In Our Own Time

## Video musicali
- 1967 - New York mining disaster 1941
- 1967 - To Love Somebody
- 1967 - Massachusetts
- 1967 - World
- 1968 - Harry Braff
- 1968 - I've gotta get a message to you
- 1977 - How Deep Is Your Love
- 1977 - Stayin' Alive
- 1978 - Too Much Heaven
- 1979 - Tragedy
- 1981 - He's a liar
- 1981 - Living eyes
- 1983 - The woman in you
- 1987 - You Win Again
- 1987 - E.S.P.
- 1988 - Angela
- 1989 - Ordinary lives
- 1989 - One
- 1990 - Bodyguard
- 1991 - Secret Love
- 1991 - When He's Gone
- 1993 - Paying the Price of Love
- 1994 - For Whom the Bell Tolls
- 1994 - How to Fall in Love, Part 1
- 1994 - Kiss of life
- 1997 - Alone
- 1997 - Still Waters (Run Deep)
- 1998 - Immortality

## Colonne sonore
- 1971 - Melody
- 1977 - Saturday Night Fever
- 1978 - Sgt. Pepper's Lonely Hearts Club Band
- 1983 - Staying Alive